# Заговор обречённых
«Заговор обречённых» — советский художественный фильм Михаила Калатозова, снятый по одноимённой пьесе Николая Вирты на киностудии «Мосфильм» в 1950 году.

## Сюжет
В одной восточноевропейской стране, недавно освобождённой советскими войсками от фашизма, зреет новый политический заговор.
Посол США Мак-Хилл в стремлении превратить независимое государство в «49-й штат Америки» становится вдохновителем, организатором и центром группы заговорщиков, куда входит ряд высокопоставленных чиновников и общественных деятелей — министр продовольствия Христина Падера, министр промышленности и лидер католической партии Гуго Вастис, лидер социал-демократов, министр общественной безопасности, а впоследствии и председатель парламента Иохим Пино, а также агент Ватикана кардинал Бирнч и агент империализма, журналистка из Чикаго Кира Рейчел.
Мак-Хилл и Падера пытаются организовать экономическую блокаду в стране, чтобы, сымитировав продовольственную помощь, якобы идущую от США, свалить вину за голод на СССР, для чего вступают в преступный сговор с правительством соседней Югославии.
После провала голосования на заседании парламента, где за принятие «плана Маршалла» выступили националисты, католическая партия и правые социал-демократы, а против — коммунисты, земледельцы и левые эсдеки («молодые») в союзе с народными массами, запрудившими площадь у здания парламента, Мак-Хилл пытается организовать военную интервенцию с юга страны, осуществлённую силами военщины Тито в союзе с США.
Посол США уже поздравляет состав посольства «с великолепной организацией путча». Однако активу коммунистической партии (в том числе — Никола Славено, Ганна Лихта, Макс Вента) в союзе с левым крылом социал-демократов (Марк Пино) и представителями Земледельческого союза (Коста Варра) и, главным образом, с самыми широкими массами трудящихся (рабочие, крестьяне и партизаны) — удаётся сформировать Сопротивление и ликвидировать выступление правых.
Мятеж подавлен, арестованы все предатели собственного народа, а также кардинал и зарубежный агент Рейчел. Мак-Хилл выдворен из страны. Коммунисты берут контроль над правительством. Но главное — делегация компартии подписывает в Москве Договор о дружбе и взаимопомощи с СССР, найдя в соседе с Востока (где «восходит солнце») единственного сторонника в борьбе с империалистами-поджигателями мира и разжигателями войны.
«Дорогие братья и сёстры!» — начинает своё обращение к парламенту и народу Славено, лидер компартии. И продолжает дальше: «Нам помог генералиссимус Сталин!»

## В ролях
- Людмила Скопина — Ганна Лихта, заместитель Премьер-министра (прототип — Анна Паукер)
- Павел Кадочников — Макс Вента
- Владимир Дружников — Марк Пино
- Борис Ситко — Коста Варра
- Всеволод Аксёнов — Никола Словено, лидер Компартии
- Луиза Кошукова — Магда Форсгольм
- Людмила Врублевская — Мина Варра
- Иван Пельтцер — Стебан
- Илья Судаков — Иохим Пино, министр общественной безопасности, затем председатель парламента, лидер Социал-демократической партии
- Софья Пилявская — Христина Падера, министр продовольствия, лидер Партии националистов (прототип — Милада Горакова)
- Александр Вертинский — кардинал Бирнч (прототипы — кардиналы Вышиньский и Миндсенти)
- Максим Штраух — Генри Мак-Хилл, посол США
- Владимир Марута — Гуго Вастис, министр промышленности, лидер Партии католиков
- Олег Жаков — Куртов
- Валентина Серова — Кира Рейчел
- Ростислав Плятт — генерал Бравура
- Иван Бобров — Якоб Ясса, помощник кардинала
- Пётр Репнин — Джейк (нет в титрах)
- Георгий Милляр — бой (нет в титрах)
- Владимир Владиславский — Брозович, посол Югославии (нет в титрах)
- Аркадий Цинман — депутат парламента от партии католиков (нет в титрах)
- Александра Данилова — депутат парламента от Компартии (нет в титрах)
- Андрей Файт — депутат парламента от социал-демократов (нет в титрах)
- Александр Смирнов — член счетной комиссии парламента (нет в титрах)
- Евгений Моргунов — военный (нет в титрах)

## Съёмочная группа
- Режиссёр — Калатозов, Михаил Константинович
- Сценарий — Николай Вирта
- Оператор — Марк Магидсон
- Композитор — Виссарион Шебалин
- Художник-постановщик — Шпинель, Иосиф Аронович

## Призы и награды
- Сталинская премия 2 степени (1951)[1]
- Премия Мира на кинофестивале в Карловых Варах[1].

## Оценки фильма
В первые годы после создания фильм характеризовался как «произведение искусства, рассказывающее правду о борьбе свободолюбивых народов под руководством коммунистических партий с тёмными силами международной реакции, за строительство социализма» и «новый вклад в борьбу за мир, за свободу и независимость народов, за коммунизм». Фильм стал «ярким обличительным памфлетом против американских империалистов, пытающихся нагло вмешиваться во внутренние дела стран народной демократии».
Известный советский критик Р. Н. Юренев в своей рецензии написал, что «одной из определяющих, важнейших удач фильма является образ Ганны Лихты в исполнении Л. Скопиной». Актриса «сдерживает темперамент, скупится на жест, выбирает спокойные, ровные интонации», но при этом доносит до зрителя живую и ясную мысль коммунистки. По мнению критика, несмотря на то, что сценарий почти не даёт Людмиле Скопиной материала для показа личной судьбы, «честность, и доброта, и способность глубоко и постоянно любить показаны актрисой в политической борьбе, в общественной деятельности героини» так убедительно, что «веришь, что общественное и личное слиты в характере Ганны Лихты в единстве, присущем лишь человеку социализма». Борис Ситко передал «жизнерадостность, прямоту, силу истинного сына народа и вместе с тем сложный и радостный процесс прозрения крестьянина-бедняка, пришедшего в революцию».
Некоторые претензии высказывались Р. Н. Юреневым исполнителям других ролей главных положительных персонажей. В частности, Всеволод Аксёнов в роли Николы Словено, по его мнению, «несколько сух, рационалистичен», однако «волю и размах руководителя компартии актёр показывает сильно и убедительно». Редактор Макс Вента, идеолог и трибун партии, был сыгран Павлом Кадочниковым «мягко, живо, но не так сильно, как следовало бы». Критиковался артист В. Дружников (в роли социал-демократа, порвавшего со своей партией и перешедшего на сторону коммунистов), в исполнении которого «нет внутреннего горения, нет страсти».
Отмечалось, что постановщик проявил «много изобретательности в показе врагов народа, политических подонков общества и их гнусной, подрывной работы». Согласно рецензии Р. Н. Юренева, актриса Софья Пилявская «тонко и умно играет роль Христины Падеры», прекрасно показывая «холодный эгоизм авантюристки, ищущей в политике не решения судеб народа, а лишь известности». Максиму Штрауху «удалось показать умного и опасного врага, обнаглевшего до крайности в предвидении успехов и растерявшегося перед лицом справедливости». «Подчёркнуто театральная манера игры» Ильи Судакова называлась прекрасно соответствующей сущности его образа. Другие актёры также нашли «верные и разнообразные краски для сатирического разоблачения второстепенных слуг реакции, людей без родины и без совести, готовых продать всё и вся, готовых на любое преступление, любую сделку, любую подлость».
Для зрителей того времени сенсацией было появление на экране эмигранта Вертинского в роли кардинала Бирнча. По мнению Р. Н. Юренева, свою роль «прожжённого диверсанта и заговорщика» он сыграл «своеобразно и убедительно», показав «два плана психологии кардинала: изысканность, аристократизм — сверху, и злобу, трусость — внутри».
В первых отзывах о фильме выделялись «сцены, в которых показан революционный народ, борющийся за свою свободу и независимость, нарастающий революционный подъём в стране, авангардная роль коммунистической партии в борьбе за национальную независимость Родины». В дальнейшем критиковался «художественно слабый, исторически неверный сценарий Н. Вирты», но высоко оценивалась режиссура фильма и отмечались «те сцены бурного действия, движения, где авторский текст умолкал».
В постсоветское время фильм оценивался резко отрицательно. В частности, кинокритик и киновед А. В. Фёдоров относил его к «антизападным поделкам». Он писал, что фильм является плакатно-антизападным, переполнен пропагандистскими штампами, примитивен по драматургии, что «на пике идеологической конфронтации М. Калатозов создал своего рода политический комикс, покадрово иллюстрирующий газетные передовицы „Правды“ и „Красной звезды“». По его мнению, «в „Заговоре обречённых“ нет ни одного живого, мало-мальски очеловеченного персонажа».
Кинокритик и историк кино М. И. Туровская писала, что «фильм мог бы послужить в качестве модели не только киноведам, но и историкам». «Восточная Европа вернулась на круги своя, — писала она, — и то, что казалось самой „прогрессивной интеллигенции“ глупым театрализованным фарсом в духе соцреализма, оказалось зеркально достоверной моделью». Она также отметила, что «публика ходила на актёров, костюмы, интерьеры, не улавливая ни степени грозной достоверности, ни социал-фрейдистского комплекса родного кино».
По мнению М. Туровской, фильм представляет собой «кинооговорку по Фрейду», поскольку он «раскрывал внутреннюю механику государственных переворотов от коалиционных правительств к однопартийной системе, серия которых произошла в странах Восточной Европы в конце 1940-х годов». Вместе с тем историк культуры Е. А. Добренко отмечал, что оттого что в этой и других антизападных картинах («Русский вопрос», «Серебристая пыль» и др.) «просвечивают советские вытесненные комплексы, ничего, по сути, не меняется: всё так же лгала американская печать, всё так же организовывались заговоры американскими спецслужбами». По его мнению, характеристика антиамериканской кинопродукции, данная М. Туровской, как «худшего, самого ложного, самого фальшивого», когда художники едва ли могли отговариваться «непониманием» или апеллировать к своей «вере», «даже в рамках предложенного „социал-фрейдистского“ анализа, по меньшей мере не бесспорна».